# Jonsered
Jonsered – miejscowość (tätort) w Szwecji, w regionie administracyjnym (län) Västra Götaland, w gminie Partille.
Według danych Szwedzkiego Urzędu Statystycznego liczba ludności wyniosła: 929 (31 grudnia 2015), 908 (31 grudnia 2018) i 902 (31 grudnia 2019).
W miejscowości jest przystanek kolejowy Jonsered.